# 諾克斯食蟹鯰
諾克斯食蟹鯰為輻鰭魚綱鯰形目海鯰科的其中一種，分布於新幾內亞Sepik及Ramu中下游流域，體長可達30公分，棲息在沿岸淺水除及湖泊，底棲性魚類，屬肉食性，以蠕蟲、貝類、甲殼類、昆蟲等為食。